# Coelichneumon yezoensis
Coelichneumon yezoensis är en stekelart som först beskrevs av Matsumura 1912.  Coelichneumon yezoensis ingår i släktet Coelichneumon och familjen brokparasitsteklar. Inga underarter finns listade i Catalogue of Life.